# Karl Habbe (Mediziner)
Karl Habbe (geboren 3. Januar 1902 in Hannover; gestorben nach 1965) war ein deutscher Gynäkologe.

## Leben
Karl Habbe studierte Medizin an der Universität Göttingen, an der er 1926 mit einer Dissertation zum Thema Ueber zufällig in Operationswunden zurückgelassene Fremdkörper. promoviert wurde. Sein praktisches Jahr verbrachte er in den Abteilungen für Inneres und Chirurgie am Klinikum in Hamburg-Eppendorf, wo er bis 1927 Assistenzarzt war und 1929 am dortigen Pathologischen Institut, dann an der Universitäts-Frauenklinik in Halle an der Saale. 1930 arbeitet er an der Berliner Universitäts-Frauenklinik. 1931 wechselte er an die Universitäts-Frauenklinik Göttingen, wo der er bis 1934 tätig war. 1935 wechselte Habbe an das Martin-Luther-Krankenhaus in Berlin, wo er als Oberarzt tätig wurde.
In der Nachkriegszeit konnte Habbe in seiner Heimatstadt mit Genehmigung der Britischen Militärbehörden ab 1946 und bis 1965 stufenweise den Wiederaufbau der dann Niedersächsische Landesfrauenklinik und Hebammenlehranstalt Hannover genannten Einrichtung leiten, inklusive des Baus eines Schwesternwohnheimes.